# Prorifera sagittifera
Prorifera sagittifera är en insektsart som först beskrevs av Rehn, J.A.G. 1952.  Prorifera sagittifera ingår i släktet Prorifera och familjen Morabidae. Inga underarter finns listade i Catalogue of Life.